# Hans Sponnier
Hans Sponnier (auch: Sponier (Künstlername); * 23. Juni 1889 in Werl (Westfalen); † 14. o. 17. April 1970 in München) war ein Zeichner und Graphiker.
Sponnier lebte und arbeitete seit 1919 in Bayern. Nach Studium an der Knirrschule und an der Münchner Kunstakademie (Eintritt in die Akademie am 28. Oktober 1911) bei Peter (von) Halm befand sich sein Lebensmittelpunkt in Murnau am Staffelsee. Sponniers Werk umfasst mehr oder weniger naturalistische Grafiken, u. a. Landschaften, Gebäude und Städteansichten aus Murnau, Soest sowie Werl und Umgebung.
Sponnier war 1938, 1939 und 1940 auf der Großen Deutschen Kunstausstellung in München vertreten. Dabei erwarben Hitler und das Luftgaukommando in Münster 1938 jeweils ein Exemplar seiner Radierung vom Prinzipalmarkt in Münster.